# Villegly
Villegly is een gemeente in het Franse departement Aude (regio Occitanie). De plaats maakt deel uit van het arrondissement Carcassonne. Villegly telde op 1 januari 2022 1.227 inwoners.

## Geografie
De oppervlakte van Villegly bedroeg op 1 januari 2022 9,83 vierkante kilometer; de bevolkingsdichtheid was toen 124,8 inwoners per km².
De onderstaande kaart toont de ligging van Villegly met de belangrijkste infrastructuur en aangrenzende gemeenten.

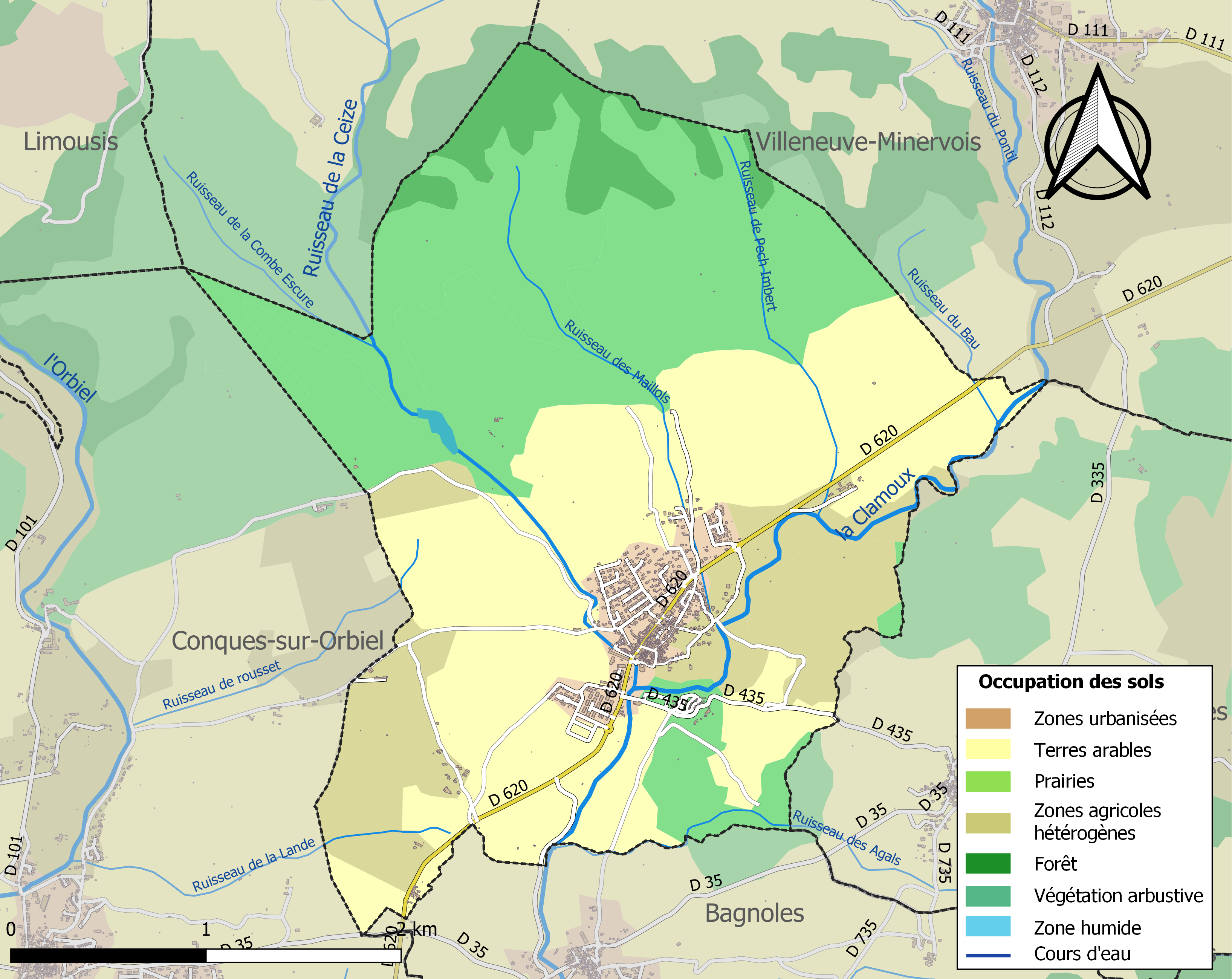

## Demografie
Onderstaande figuur toont het verloop van het inwonertal (bron: INSEE-tellingen).

Vanwege een beveiligingsprobleem met de MediaWiki Graph-software is het momenteel niet mogelijk deze grafiek weer te geven. Zodra de software is bijgewerkt zal de grafiek vanzelf weer zichtbaar worden.